# Małgorzata Kaganiec
Małgorzata Kaganiec (ur. 1953) – polska historyk specjalizująca się w heraldyce.

## Biografia
Małgorzata Kaganiec urodziła się w 1953 roku. Posiada tytuł doktora nauk historycznych. Specjalizuje się w heraldyce. Pracownica Muzeum Śląskiego w Katowicach. Autorka publikacji na temat heraldyki śląskich miejscowości. W 2002 roku opracowała herb Wodzisławia Śląskiego. W 2003 roku otrzymała nagrodę prezydenta miasta Bytomia w dziedzinie kultury: MUZA 2003.
Małgorzata Kaganiec jest siostrzenicą historyk dr Urszuli Szumskiej.

## Wybrane publikacje
- Rodowód herbu śląskiego, Katowice 1991, ISBN 83-85039-98-8
- Heraldyka Piastów śląskich 1146-1707, Katowice 1992
- Tajemnice bytomskich kamienic, Bytom, Tow. Miłośników Bytomia, 1997
- Herby i pieczęcie miast górnośląskich (Boguszowice, Chwałowice, Katowice, Mikołów, Murcki, Pszczyna, Radlin, Rybnik, Rydułtowy, Szopienice, Żory), Katowice, Muzeum Śląskie, 2002
- Herby i pieczęcie miast górnośląskich (Bieruń, Brzeszcze, Czechowice-Dziedzice, Imielin, Lędziny, Łaziska, Mysłowice, Orzesze, Tychy, Wesoła), Katowice, Muzeum Śląskie, 1995, ISSN 1230-0470
- Herby i pieczęcie miast górnośląskich. Czerwionka-Leszczyny, Kalety, Knurów, Krzanowice, Kuźnia Raciborska, Lubliniec, Niedobczyce, Pszów, Racibórz, Wodzisław, Woźniki oraz Czechowice-Dziedzice, Pyskowice, Ruda Śląska, Tarnowskie Góry, Tychy, Zabrze, Katowice, Muzeum Śląskie, 2004, ISBN 83-87455-73-3
- Herby i pieczęcie miast górnośląskich. Bielsko-Biała, Cieszyn, Jastrzębie-Zdrój, Skoczów, Strumień, Ustroń, Wisła, Żywiec, Katowice, Muzeum Śląskie, 2005, ISBN 83-87455-34-2